# Höja socken
Höja socken i Skåne ingick i Södra Åsbo härad, uppgick 1952 i Ängelholms stad och området ingår sedan 1971 i Ängelholms kommun och motsvarar från 2016 Höja distrikt.
Socknens areal var 24,31 kvadratkilometer varav 24,03 land. År 2000 fanns här 2 865 invånare. En del av tätorten Ängelholm samt tätorten Höja med sockenkyrkan Höja kyrka ligger i socknen.

## Administrativ historik
Socknen har medeltida ursprung. 
Vid kommunreformen 1862 övergick socknens ansvar för de kyrkliga frågorna till Höja församling och för de borgerliga frågorna bildades Höja landskommun. Landskommunen uppgick 1952 i Ängelholms stad som 1971 ombildades till Ängelholms kommun. Församlingen uppgick 2010 i Ängelholms församling.
1 januari 2016 inrättades distriktet Höja, med samma omfattning som församlingen hade 1999/2000.  
Socknen har tillhört län, fögderier, tingslag och domsagor enligt vad som beskrivs i artikeln Södra Åsbo härad. De indelta soldaterna tillhörde Norra skånska infanteriregementet, Norra Åsbo kompani och Luggude kompani samt Skånska husarregementet, Silvåkra skvadron och Bjäre härads skvadron.

## Geografi
Höja socken ligger sydost om Ängelholm med Rönne å i norr. Socknen är en mjukt kuperad odlad slättbygd.

## Fornlämningar
Boplatser från stenåldern är funna.

## Namnet
Namnet skrevs 1412 Hoghä och kommer från kyrkbyn. Namnet innehåller plural av hög..